# Karl Ernst Christoph Schneider
Karl Ernst Christoph Schneider (ur. 16 listopada 1786 w Wiehe; zm. 16 maja 1856 we Wrocławiu) – niemiecki filolog klasyczny; nauczyciel akademicki związany z Uniwersytetem Wrocławskim.

## Życiorys
Urodził się w 1786 roku w Wiehe, w Turyngii. Uczęszczał do szkoły klasztornej w Roßleben, po której ukończeniu podjął studia z zakresu teologii ewangelickiej na Uniwersytecie w Lipsku. Pod wpływem Gottfrieda Hermannsa studiował także filologię, po której ukończeniu w 1811 roku został zatrudniony jako nauczyciel w Nicolaigymnasium w Lipsku.
W 1816 objął posadę wykładowcy na Königliche Universität Breslau. W latach 1833–1834 oraz 1847-1848 piastował urząd rektora tej uczelni. Za jego sprawą nastąpił rozwój filologii na wrocławskim uniwersytecie. Zmarł w 1856 roku we Wrocławiu.